# Nageki no Bōrei wa Intai Shitai
Nageki no Bōrei wa Intai Shitai (嘆きの亡霊は引退したい ～最弱ハンターによる最強パーティ育成術?) es una serie de novelas ligeras japonesas escritas por Tsukikage e ilustradas por Chyko. Se ha serializado como una novela web publicada en el sitio web de publicación de novelas generadas por usuarios Shōsetsuka ni Narō en enero de 2018. Posteriormente fue adquirida por Micro Magazine, quien comenzó a publicarla bajo su sello de novelas ligeras GC Novels en agosto de 2018. 
Una adaptación a manga ilustrada por Rai Hebino comenzó la serialización en el sitio web de manga ComicWalker de Kadokawa Shoten en abril de 2019. Una adaptación televisiva de la serie de anime producida por Zero-G se emitió de octubre a diciembre de 2024. Una segunda temporada se estrenará en octubre de 2025.

## Argumento
La historia sigue a Krai y sus amigos de la infancia, quienes juraron convertirse en los más grandes cazadores, pero ese sueño debió morir el día en que Krai se dio cuenta de que no estaba hecho para el trabajo. Sin embargo, las expectativas siguen creciendo, junto con el miedo de Krai por su vida. Mientras sus amigos de la infancia se acercan cada vez más a su sueño, esta alma en pena tiene un simple deseo: ¡empacarlo todo y retirarse!

## Personajes
Kurai Andrich / Krai Andrey (クライ・アンドリヒ Kurai Andorihi?)
 Seiyū: Kensho Ono
Tino Shade (ティノ・シェイド Tino Sheido?)
 Seiyū: Miyu Kubota
Liz Smart (リィズ・スマート Ryizu Sumāto?)
 Seiyū: Fairouz Ai
Sitri Smart (シトリー・スマート Shitorī Sumāto?)
 Seiyū: Konomi Kohara
Luke Sykol (ルーク・サイコル Rūku Saikoru?)
 Seiyū: Kōhei Amasaki
Ansem Smart (アンセム・スマート Ansemu Sumāto?)
 Seiyū: Tomokazu Sugita
Lucia Rogier (ルシア・ロジェ Rushia Roje?)
 Seiyū: Aoi Koga
Eva Renfield (エヴァ・レンフィード Eba Renfīdo?)
 Seiyū: Yō Taichi
Luda Lumbeck (ルーダ・ルンベック Ruda Runbekku?)
 Seiyū: Akira Sekine
Greg Zangief (グレッグ・ザンギフ Gureggu Zangifu?)
 Seiyū: Kouji Seki
Gilbert Busch (ギルベルト・ブッシュ Giruberuto Busshu?)
 Seiyū: Seiji Maeda

## Contenido de la obra

### Novela ligera
La novela fue escrito por Tsukikage, Nageki no Bōrei wa Intai Shitai comenzó su serialización en el sitio web de publicación de novelas generadas por usuarios Shōsetsuka ni Narō el 27 de enero de 2018. Posteriormente fue adquirido por Micro Magazine, quien comenzó a publicarlo con ilustraciones de Chyko bajo su sello de novela ligera GC Novels el 30 de agosto de 2018. Se publicaron doce volúmenes hasta septiembre de 2024.
El 6 de noviembre de 2020, Sol Press anunció que obtuvo la licencia de novelas ligeras y lanzó el primer volumen el 28 de diciembre de ese mismo año.Después de que Sol Press desapareciera, J-Novel Club anunció durante su panel Anime Expo 2022 que obtuvieron la licencia de las novelas ligeras.

### Manga
Una adaptación de manga ilustrada por Rai Hebino comenzó a publicarse en el sitio web de manga ComicWalker de Kadokawa Shoten el 27 de abril de 2019. Los capítulos de la adaptación al manga se han recopilado en once volúmenes a partir de abril de 2025.
El 21 de mayo de 2021, Yen Press anunció que obtuvo la licencia de la adaptación al manga.

### Anime
El 20 de febrero de 2024 se anunció una adaptación de la serie de televisión de anime. La serie está producida por Zero-G y dirigida por Masahiro Takata, con Hideki Shirane escribiendo los guiones de la serie, Yūsuke Isouchi y Shingo Fujisaki diseñando los personajes y Ryōhei Sataka componiendo la música. La serie se estrenó el 1 de octubre de 2024 en Tokyo MX y otras cadenas. El tema de apertura, "Kattō Tomorrow", es interpretado por Lezel, mientras que el tema de cierre, "Scream!", es interpretado por Pmarusama. Crunchyroll obtuvo la licencia de la serie fuera de Asia. Muse Communication licenció la serie en el sur y sudeste de Asia.
Tras la emisión de los trece episodios de la primera temporada, se anunció una segunda temporada. Su estreno está previsto para octubre de 2025.